# 马拉喀什条约

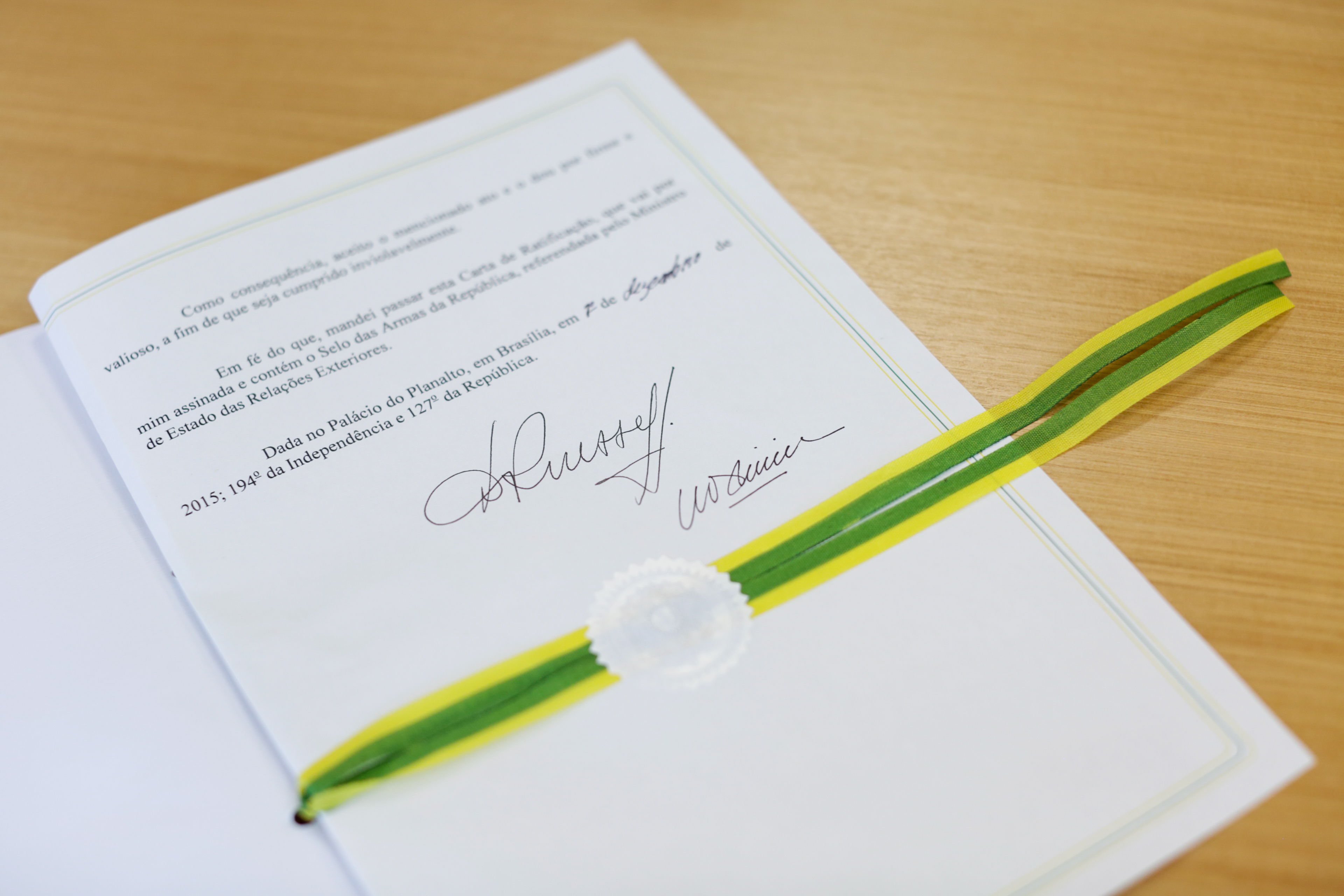
巴西签署的《马拉喀什条约》文件

《马拉喀什条约》（全称为《关于为盲人、视力障碍者或其他印刷品阅读障碍者获得已出版作品提供便利的马拉喀什条约》）是一个国际上为方便盲人、视力障碍者或其他印刷品阅读障碍者而制定的国际条约，于2013年6月28日在摩洛哥马拉喀什通过。共51个国家签署了该条约。
《马拉喀什条约》为视力障碍者规定了一系列著作权的例外与限制措施，以便于制作、发行、进出口无障碍格式版作品。条约中规定了“被授权实体”为非营利性的中介机构给视力障碍者获取作品提供了国际法依据。
2021年10月23日，中国第十三届全国人大常委会第三十一次会议决定批准2013年6月28日签署的《马拉喀什条约》，并声明适用于香港而不适用于澳门。2022年2月5日，中国完成向世界知识产权组织递交批准书手续，于当年5月5日生效。